# 滦水园

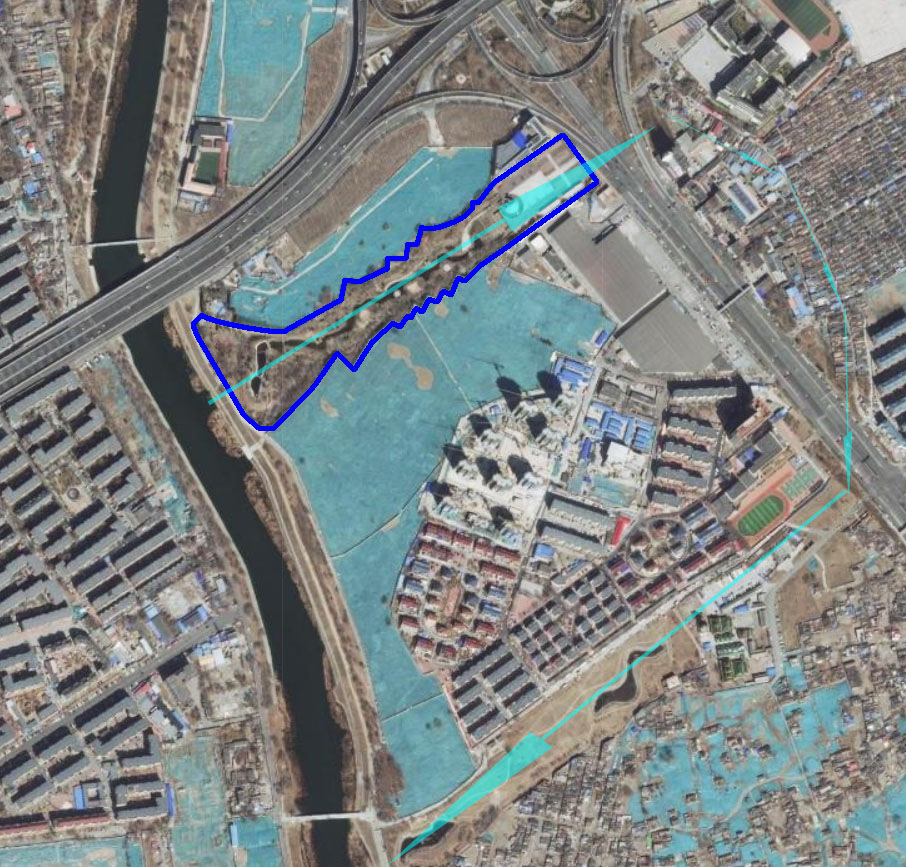
深蓝色的就是建在北运河故道上的滦水园范围；浅蓝色的是1959年裁弯取直前的北运河故道。

39°12′01″N 117°08′24″E / 39.20014°N 117.13991°E滦水园位于天津市北辰区天穆镇南仓附近，东临京津公路，西接北运河。2002年建成，占地6万余平方米，建于1959年裁弯取直前的北运河故道上。园内以按1：1000比例制作了引滦入津工程的微缩模型，是全国最大的水利工程微缩景观，还建有“引滦入津工程展览馆”。属于是2001年“天津市北运河综合治理工程”的一部分。